# Twardowo (powiat poznański)
Twardowo – kolonia w Polsce położona w województwie wielkopolskim, w powiecie poznańskim, w gminie Stęszew.
Twardowo jest położone w bezleśnej okolicy, na południe od drogi krajowej nr 32 i linii kolejowej nr 357.
Około 1793 roku Twardowo należało do Jana Chłapowskiego. Pod koniec XIX wieku było znane również pod nazwą Twardów i należało do powiatu poznańskiego. Liczyło wtedy 11 dymów (domostw) i 96 mieszkańców, wszyscy wyznania katolickiego. W latach 1975–1998 miejscowość administracyjnie należała do województwa poznańskiego. Twardowo liczyło w 2011 roku 56 mieszkańców.